# Bleach: Fade to Black, I Call Your Name
«Bleach: Fade to Black, I Call Your Name» (яп. BLEACH Fade to Black 君の名を呼ぶ, укр. Бліч: Вирушаючи в порожнечу, я звала тебе) — третій аніме-фільм знятий за мотивами манґи Bleach.
Прем'єра фільму відбулася 13 грудня 2008 року. Центральна музична тема «Koyoi, Tsuki wa Miezu Tomo» виконана гуртом Porno Graffiti, сценарій написаний Нацуко Такахасі, сценаристом основного серіалу. Новелізація фільму з кольоровими ілюстраціями була видана в грудні 2008 року.

## Сюжет
У лабораторії Маюрі Куроцуті відбувається вибух, який викликає втрату пам'яті у всіх сініґамі в Сейрейтеї. Кутікі Рукіа, яка знаходилася далеко від Сейрейтею і тому уникнула амнезії, піддається нападу загадкової людини з косою. Вона також втрачає пам'ять.
Тим часом, Куросакі Ітіґо в людському світі відчуває небезпеку і розуміє, що факт існування Рукії на мить зник з його свідомості. Ітіґо та Кон відвідують магазин Кіске Урахари, який повністю забув Рукію. Проте, він допомагає їм переправитися в Світ душ.

## Саундтрек
Bleach: Fade to Black, I Call Your Name Original Soundtrack — саундтрек до фільму, що вийшов 10 грудня 2008 року. Композитор — Сіро Саґісу.
| #   | Назва                                                       | Тривалість |
| --- | ----------------------------------------------------------- | ---------- |
| 1.  | «Fade To Black_A02»                                         |            |
| 2.  | «Fade To Black_A05a»                                        |            |
| 3.  | «Fade To Black_A06»                                         |            |
| 4.  | «Pray That You Always Understand Me_FX»                     |            |
| 5.  | «Guitar Test_A Cappella»                                    |            |
| 6.  | «Nothing Can Be Explained_Instrumental 2008»                |            |
| 7.  | «Fade To Black_3BLM_46»                                     |            |
| 8.  | «Fade To Black_3BLM_51a»                                    |            |
| 9.  | «Suite Never Meant to Belong 1st Mouvement Violin»          |            |
| 10. | «Suite Never Meant to Belong 2nd Mouvement Cello&Orchestra» |            |
| 11. | «Suite Never Meant to Belong 3rd Mouvement Piano»           |            |
| 12. | «Fade To Black_A04a»                                        |            |
| 13. | «Fade To Black_B07a»                                        |            |
| 14. | «Suite Will of the Heart 1st Mouvement Cello&Orchestra»     |            |
| 15. | «Suite Will of the Heart 2nd Mouvement Violin»              |            |
| 16. | «Fade To Black_B03»                                         |            |
| 17. | «Fade To Black_BLM_01a»                                     |            |
| 18. | «Guitar Test»                                               |            |
| 19. | «Fade To Black_B14»                                         |            |
| 20. | «Fade To Black_B13a»                                        |            |
| 21. | «What Can You See In Their Eyes»                            |            |
| 22. | «Stand Up Be Strong (Part I)»                               |            |
| 23. | «Stand Up Be Strong (Part II)»                              |            |
| 24. | «Pray That You Always Understand Me»                        |            |
| 25. | «Pray That You Always Understand Me_Piano»                  |            |
| 26. | «Suite Going Home 1st Mouvement Cello&Orchestra»            |            |
| 27. | «Suite Going Home 2nd Mouvement Piano Solo»                 |            |
| 28. | «Fade To Black_Irish Dance»                                 |            |
| 29. | «Pray That You Always Understand Me_Tony's Cello»           |            |